# Спольски, Джоэл
Джо́эл Спо́льски (англ. Joel Spolsky, род. в 1965) — программист и писатель. Известен прежде всего как автор блога «Джоэл о программном обеспечении» (Joel on Software), в котором он обсуждает вопросы программирования, прежде всего — под Windows. В 1991—1994 годах он занимал должность менеджера по продуктам в команде Microsoft Excel. Основал компанию Fog Creek Software, в которой сейчас и работает.

## Биография
Спольски родился в городе Альбукерке, штат Нью-Мексико, и жил там, пока ему не исполнилось 15 лет. Затем с семьёй он переехал в Иерусалим в Израиле, где окончил среднюю школу и служил в десантных войсках. В 1987 он возвращается в США, чтобы поступить в колледж. Учился в Университете Пенсильвании в течение года, пока не перевелся в Колледж Пирсона Йельского университета, где в 1991 году получил диплом в области компьютерных наук с отличием.
Спольски начал работать в Microsoft в 1991 году в качестве руководителя команды программистов Microsoft Excel, где он спроектировал VBA. Он переехал в Нью-Йорк в 1995, где работал в Viacom и Juno. В 2000 году он основал Fog Creek Software и создал блог «Джоэл о программном обеспечении». «Джоэл о программном обеспечении» был «одним из первых блогов, начатых бизнесменом».
Спольски является сооснователем (совместно с Джефом Этвудом) системы вопросов и ответов Stack Overflow. Джеф покинул команду в феврале 2012 года.
Так же является автором канбан-программы для мелких компаний для планирования производства — Trello.

## Публикации
- User Interface Design for Programmers, Apress, 2001. ISBN 1-893115-94-1
- Joel on Software, Apress, 2004. ISBN 1-59059-389-8; русский перевод: Джоэл о программировании, Символ-Плюс, 2006, ISBN 5-93286-063-4
- The Best Software Writing I, Apress, 2005. ISBN 1-59059-500-9; русский перевод: Лучшие примеры разработки ПО, Питер, 2006, ISBN 5-469-01291-3
- Smart and Gets Things Done: Joel Spolsky’s Concise Guide to Finding the Best Technical Talent, Apress, 2007. ISBN 1-59059-838-5; русский перевод: Руководство Джоэла Спольски по подбору программистов и управлению ими Вильямс, 2008, ISBN 978-5-8459-1354-8
- More Joel on Software: Further Thoughts on Diverse and Occasionally Related Matters That Will Prove of Interest to Software Developers, Designers, and to Those Who, Whether by Good Fortune or Ill Luck, Work with Them in Some Capacity, Apress, 2008. ISBN 1-4302-0987-9; русский перевод: Джоэл. И снова о программировании, Символ-Плюс, 2009, ISBN 978-5-93286-144-8